# Casa Senyorial de Pastende
La Casa Senyorial de Pastende (en letó: Pastendes muižas pils) és una casa senyorial a la històrica regió de Curlàndia, al Municipi de Talsi a l'oest de Letònia. Originàriament va ser construït el 1700 i remodelat entre 1780 i 1800. Des de 1945 l'edifici allotja l'escola primària Pastende.